# Ordre de Saint-Thomas d'Acre
L’ordre de Saint-Thomas fut un ordre religieux militaire fondé à Acre au moment de la troisième croisade. 
L'ordre, prétendument fondé par Richard Cœur de Lion, rassemblait jusqu'au début du XIIIe siècle des chanoines qui se consacraient au soin des pauvres et des malades, particulièrement parmi les pèlerins anglais. Après la prise de Saint-Jean-d'Acre en 1191, William, aumônier du doyen de Saint-Paul de Londres, forma le petit ordre religieux, ses membres prononçant vœux de pauvreté, de chasteté et d'obéissance. L'ordre était dédié à saint Thomas Becket, archevêque de Cantorbéry, martyrisé en 1170 et canonisé en 1173.
Il fut réformé par Pierre des Roches, évêque de Westminster, lors de son passage en Terre Sainte dans les années 1220. Il le transforma en ordre religieux-militaire sur le modèle des chevaliers Teutoniques, dont il adopta la règle. Peu de temps après sa réformation, l'ordre connut des problèmes financiers importants et sa maison de Londres, la deuxième en importance après celle d'Acre, fut cédée aux Templiers. 
On sait peu de choses de son action militaire en Terre Sainte, si ce n'est qu'il participa à la défense d'Acre en 1291. Après la chute de la ville, l'ordre de Saint-Thomas se replia à Chypre. 
Au début du XIVe siècle un schisme divisa l'ordre entre les chevaliers de la nouvelle maison de Londres et ceux de Chypre, ces derniers tentant de maintenir le rôle militaire de l'ordre. Il dut finalement se regrouper à Londres après les années 1360. Là, l'ordre abandonna la règle teutonique pour adopter la règle de saint Augustin et se consacra aux soins des malades et à l'enseignement. Il fut finalement dissous par le roi Henri VIII au début du XVIe siècle et ses biens furent acquis par la confrérie des merciers de Londres.